# Gymnammodytes
Gymnammodytes es un género de peces actinopeterigios marinos, distribuidos por aguas del este del océano Atlántico, oeste del océano Índico y mar Mediterráneo.

## Especies
Existen solamente tres especies reconocidas en este género:
- Gymnammodytes capensis (Barnard, 1927)
- Gymnammodytes cicerelus (Rafinesque, 1810)
- Gymnammodytes semisquamatus (Jourdain, 1879)